# Langsdorffia
Langsdorffia es un género con dos especies de plantas parásitas, perteneciente a la familia Balanophoraceae. Son originarios de los Neotrópicos.

## Descripción
Tiene tubérculos subterráneos alargados y rizomatosos, frecuentemente ramificados, ceráceos, nunca amiláceos. Tallos emergiendo directamente de los tubérculos, con numerosas hojas escamosas dispuestas en espiral, las escamas triangular-lanceoladas. Inflorescencias unisexuales, cilíndricas en los tallos estaminados, hemisféricas en los pistilados; brácteas reducidas a cuerpos cónicos con el ápice alargado, ausentes en las inflorescencias pistiladas. Flores no embebidas en una capa densa de tricomas filiformes, unisexuales con tépalos libres a connatos en la base. Flores estaminadas con 3 segmentos del perianto, anchamente ovados, connatos proximalmente, libres distalmente; estambres unidos en un sinandro, las anteras 3, en forma de herradura. Flores pistiladas con los segmentos del perianto linear-prismáticos y angostamente tubulares; estilo 1.

## Taxonomía
El género fue descrito por Carl Friedrich Philipp von Martius  y publicado en Journal von Brasilien, oder Vermischte Nachrichten aus Brasilien, auf Wissenschaftlichen Reisen Gesammelt 2: 179. 1818. La especie tipo es: Langsdorffia hypogaea

## Especies
- Langsdorffia hypogaea
- Langsdorffia malagasica